# Deficiência de elétrons
A deficiência de elétrons ocorre quando um composto possui poucos elétrons de valência para que as conexões entre os átomos sejam descritas como ligações covalentes. Ligações elétron-deficientes são geralmente melhor descritas como ligações três centros dois elétrons. Exemplos de compostos que são elétron-deficientes são os boranos.
O termo elétron-deficiência é também usado de forma mais geral na química orgânica, para indicar um sistema pi como um alceno ou um areno que possui grupos removedores de elétrons anexados, como os encontrados no nitrobenzeno ou acrilonitrila. Em vez de mostrar um caráter nucleofílico comum a simples ligações C=C.
A ligação metálica pode ser considerada como o exemplo mais extremo de uma altamente deslocalizada deficiência de elétrons.